# Nissan Maxima
Pour les articles homonymes, voir Nissan et Maxima.
La Nissan Maxima est une voiture du constructeur automobile japonais Nissan dont la première génération est introduite en 1981. C'est une grande routière réservée au marché américain. Elle en est actuellement à sa septième génération.

## Première génération (1981 - 1984)
Le premier véhicule nommé Nissan Maxima, introduit en 1980 pour l'année modèle 1981, est en fait une Datsun 810 de deuxième génération. Son châssis est similaire à la Datsun Bluebird (910) avec un capot allongé de 10 cm pour accommoder le 6 cylindres en ligne. Cette deuxième génération de Datsun 810 ne fut pas vendue au Japon. Elle a été vendue sous le nom de Datsun 810 Deluxe et Datsun 810 Maxima. Le nom Datsun Maxima fut le seul nom donné à la 810 à partir du modèle 1982.

## Seconde génération (1985 - 1988)

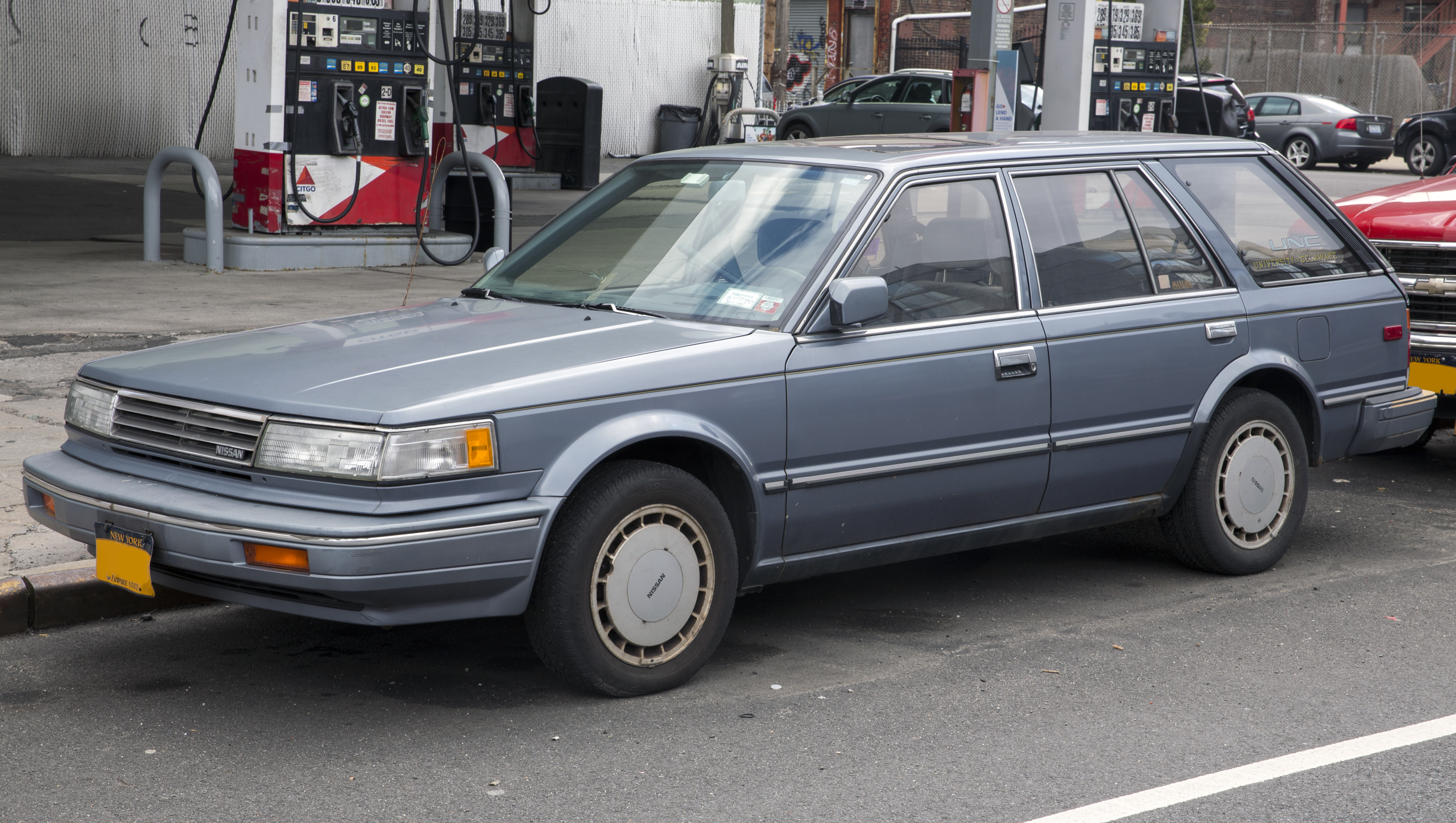
Break

## Troisième génération (1988 - 1994)
Cette troisième génération, la première importée sur le marché français, est aussi la première Maxima en tant que modèle à part entière, et non plus un dérivé V6 des Nissan Stanza et Auster. Elle est sortie en janvier 1989 aux États-Unis et en mars 1989 en Europe.

## Quatrième génération (1995 - 1999)

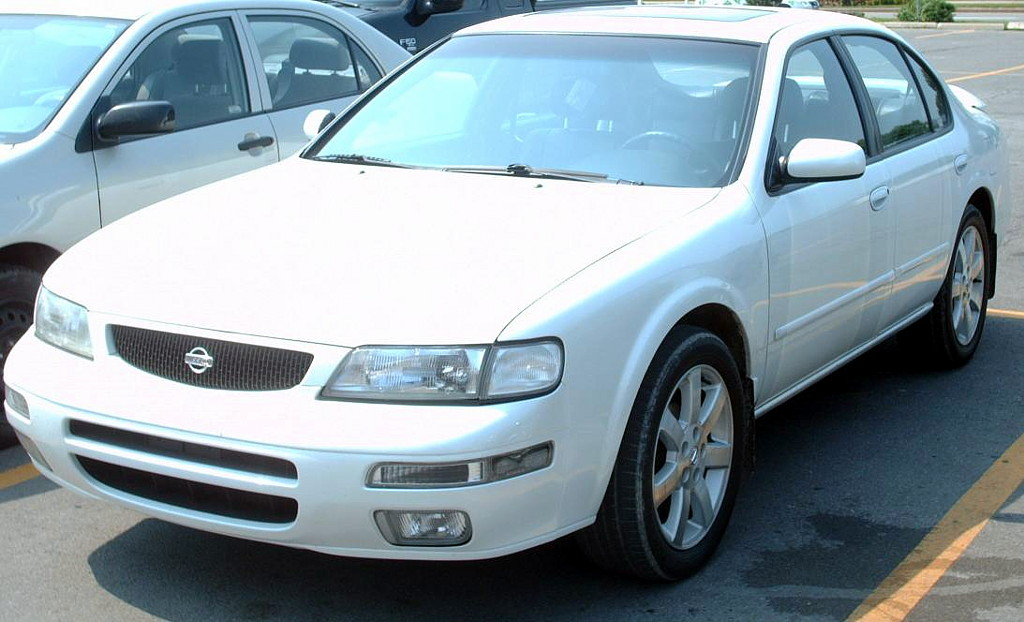
Version US

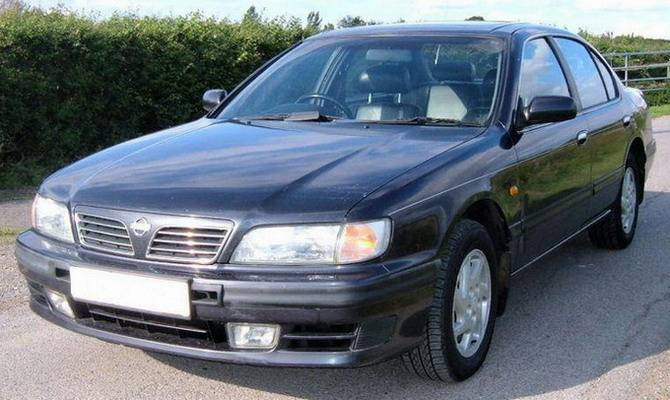
Version européenne

La voiture a été redessinée à nouveau pour 1995 (type A32). Une nouvelle VQ30DE à V6 3 litres de 190 ch (141 kW) et 278 N m de couple est la seule option de moteur pour le marché nord-américain. Le VQ30DE obtenu un premier point sur la 10 meilleurs moteurs de Ward liste, et le VQ a maintenant été reconnu consécutivement pour chaque année depuis son introduction (à partir de 2012, 18 ans de fonctionnement). La suspension arrière indépendante de la génération précédente était remplacée par un système plus léger et moins cher d'essieu rigide à barre de torsion.
La principale concurrente de la Maxima, la Toyota Cressida, a été interrompue après l'année-modèle 1992, Toyota mettant alors en avant sa traction Avalon, une version allongée de la Toyota Camry introduite en 1994, comme son remplacement.
L'extérieur de la Maxima a été actualisé pour 1997, avec de nouvelles jantes en alliage, des phares en plastique (clair-lens) au lieu des phares précédents de verre, des boucliers retouchés, de nouveaux feux arrière désormais séparés d'une partie lissée, des phares antibrouillard et un insert de calandre chromée pour des GLE (couleur de la carrosserie pour les modèles SE) a été ajouté. Parmi les changements intérieurs, on note un nouveau volant et lecteur CD. Des airbags avant latéraux ont été ajoutés dans les sièges en option pour 1998 et 1999 sur les SE et GLE. Il y avait également des modifications structurelles pour améliorer la résistance aux collisions pour les modèles de 1997 à 1999. La Nissan Maxima 1999 a également vu quelques changements mineurs : un dispositif antidémarrage antivol était standard avec une puce dans la clé de contact, ainsi que la Maxima '99 effectivement eu quelques versions de carrosserie mineures. La Maxima '99 était la seule Maxima de 4e génération offerte avec contrôle de traction en option.
De 1999, la Maxima SE devient disponible en version Limited qui consistait des emblèmes couleur titane teinté SE-limited sur les portes avant, et des jantes 16 pouces spécifiques en alliage. Groupe de la jauge intérieur était également titane teinté et le cuir en option sièges étaient preforé et en relief avec SE sur les dossiers. Les tapis de sol avant étaient également en relief avec des logos SE-Limited.
La Maxima 1995 en Amérique du Nord comprenait un Sound System Bose sur la GLE (en option sur la SE) composé de 6 haut-parleurs. Un système Clarion était aussi en option. La quatrième génération Maxima a été très appréciée pour son intérieur spacieux.
Cette Maxima était élue par Motor Trend « Import Car of the Year » pour 1995. La Maxima SE fait aussi partie de la Ten Best list de Car and Driver en 1995 et 1996.
Le VQ30DE 1995 Moteur (3 litres) a produit 190 ch (142 kW) et 278 N m de couple. Avec la transmission manuelle, le 0-97 km/h est effectué en 6,7 secondes, et le quart de mile (402 m) en 15,2 secondes à 107 km/h.
Un top-of-the-line 1995 Maxima GLE équipé d'une transmission automatique à quatre vitesses. Le 0 à 97 km/h est alors réalisé en 7,5 secondes et le quart de mile (402 m) en 15,6 secondes (à 144 km/h).
À l'époque, la Maxima était l'une des quelques voitures quatre portes, six cylindres vendues en Amérique du Nord avec une transmission manuelle standard. La boîte automatique est une option sans coût et la plupart des Maxima en ont été équipés.
Cette génération était vendue en Japon comme la Nissan Cefiro A32, qui avait été auparavant son propre modèle de spécification supérieure avec la voiture de roues arrière motrices (voir A31 Cefiro). Pour le marché japonais, un break Cefiro était également disponible. Une version de la Cefiro (Brougham VIP spec) a été vendue aux États-Unis comme l'Infiniti I30, mais la Cefiro comportait quelques différences subtiles, y compris des arrangements différents d'antibrouillard, les phares d'une seule pièce et quelques options de moteur assortis (VQ20/25/30DE).
Cette génération a également été vendue comme le QX en Europe et d'autres parties du monde, et est principalement identique à la Cefiro japonaise à l'exception de différences mineures de finition.

## Cinquième génération (2000 - 2003)

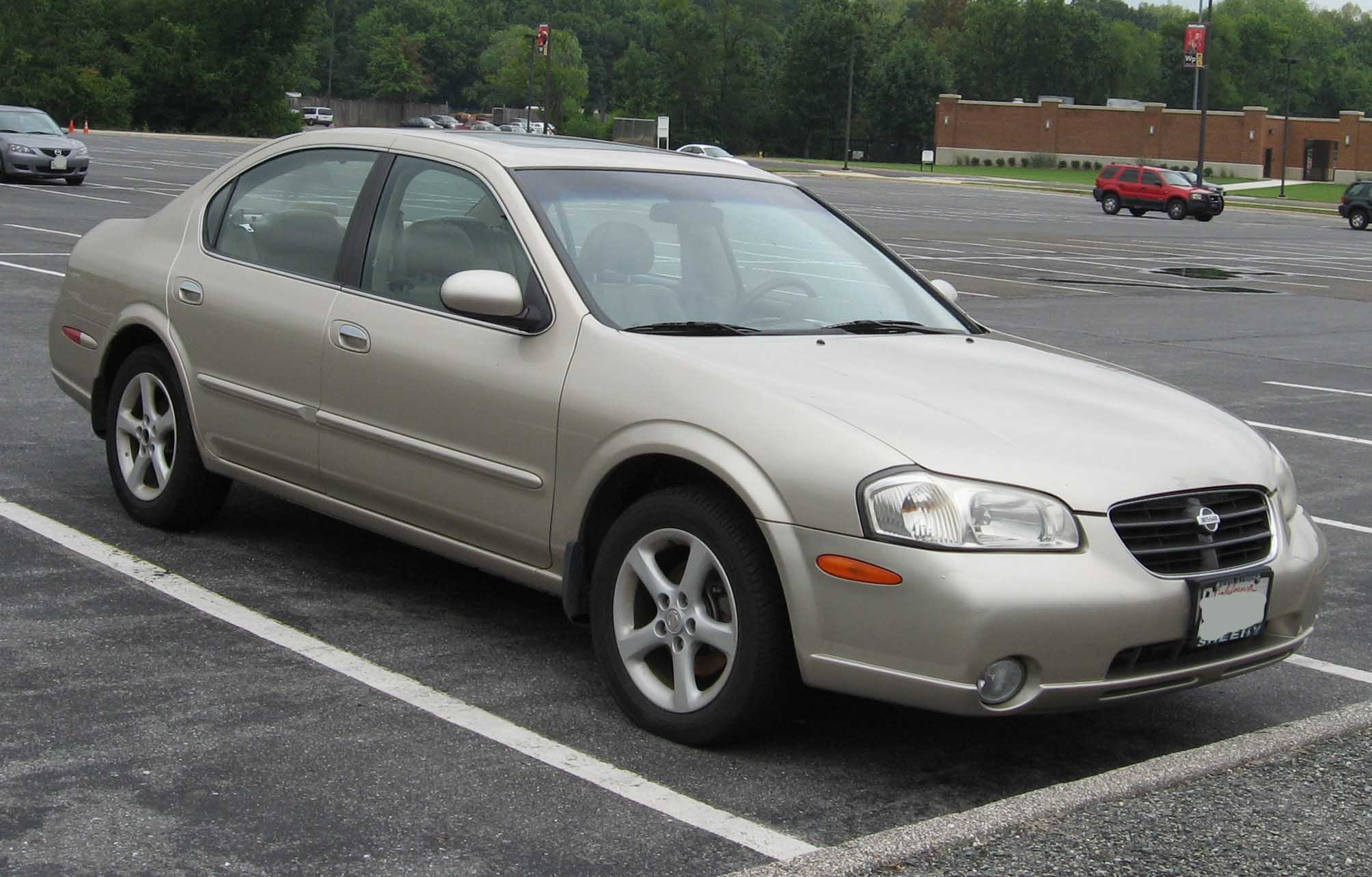
Version US

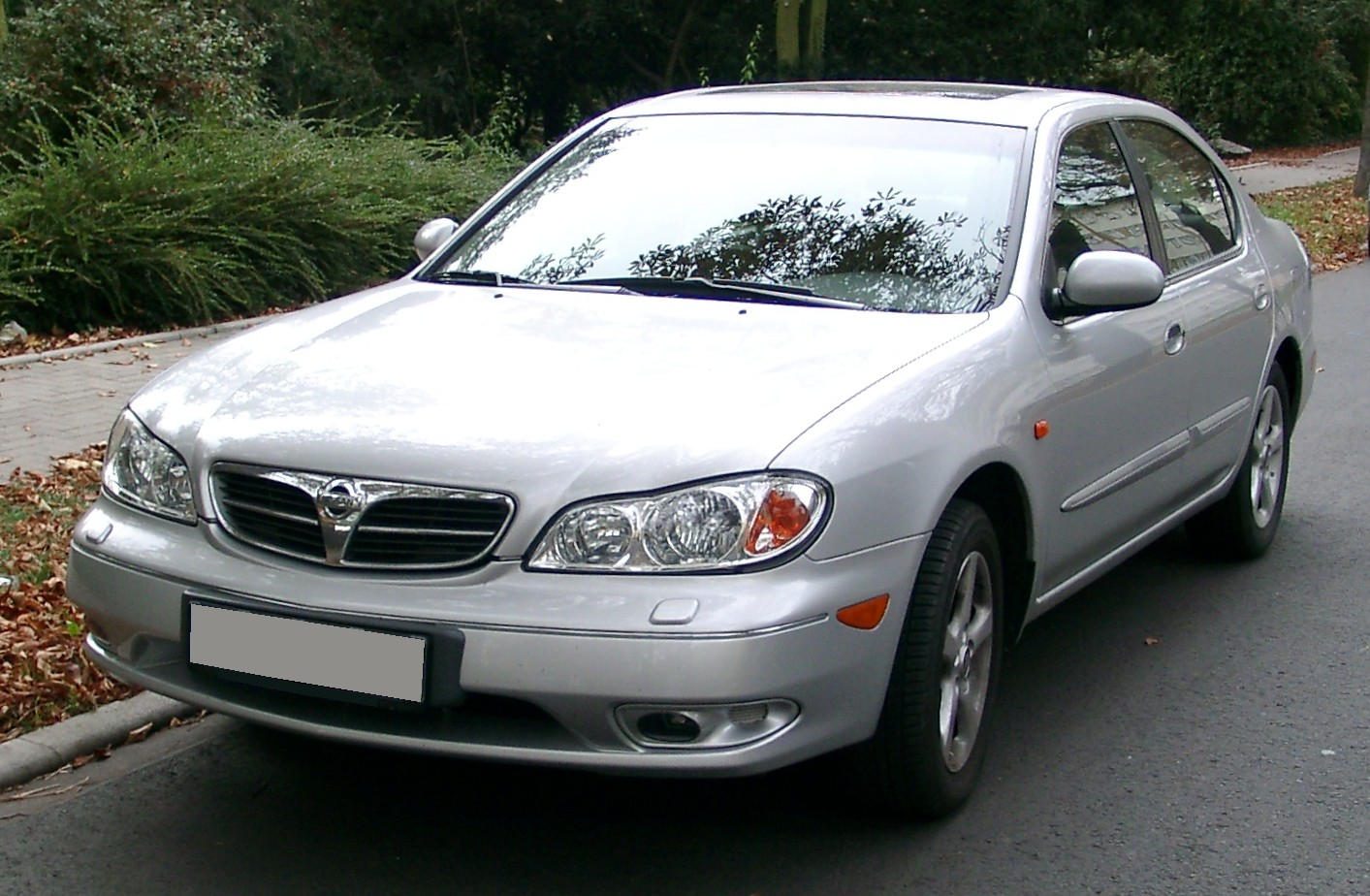
Version européenne

## Sixième génération (2004 - 2008)

### Télévision
La Nissan Maxima est apparue à plusieurs reprises dans la série Desperate Housewives appartenant au personnage de Lynette Scavo interprété par Felicity Huffman.

## Septième génération (2008-2015)

### Moteur
La Nissan Maxima dispose d'un moteur V6 de 3,5 litres qui développe 290 ch à 6 400 tr/min. Elle effectue le 0–100 km/h en 6,2 secondes et peut atteindre 230 km/h. Ce moteur consomme 9 litres aux 100 kilomètres (donnée constructeur).

### Sécurité
La Nissan Maxima dispose bien sûr d'un freinage ABS, de la répartition électronique de force de freinage, de l'antipatinage et du contrôle de stabilité électronique (ESP). Elle possède aussi 6 airbags (frontaux, latéraux avant et rideaux latéraux).

### Transmission
La Nissan Maxima dispose d'une transmission automatique à variation continue (CVT) avec mode manuel.

### Direction
La Nissan Maxima dispose d'une direction à pignon et crémaillère assistée.

### Galerie photo
Voici quelques photos de la Nissan Maxima :

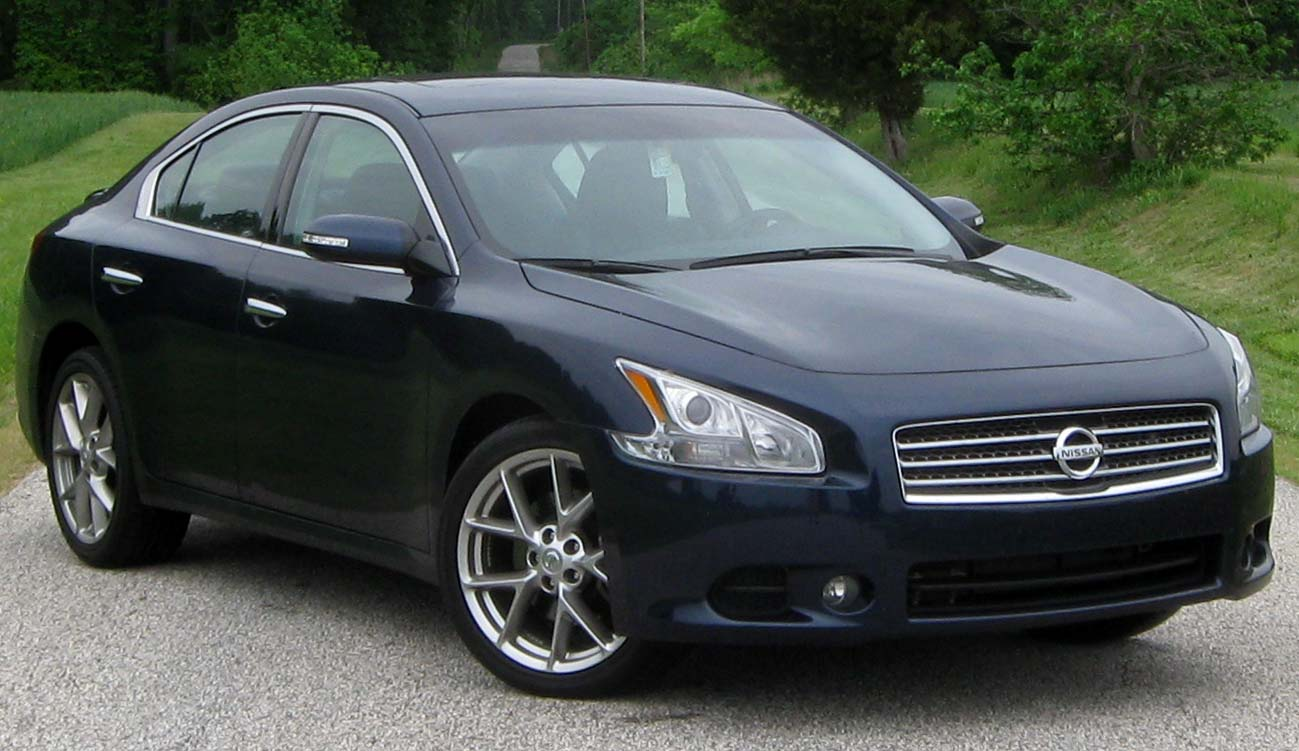
2010 Maxima SV Sport
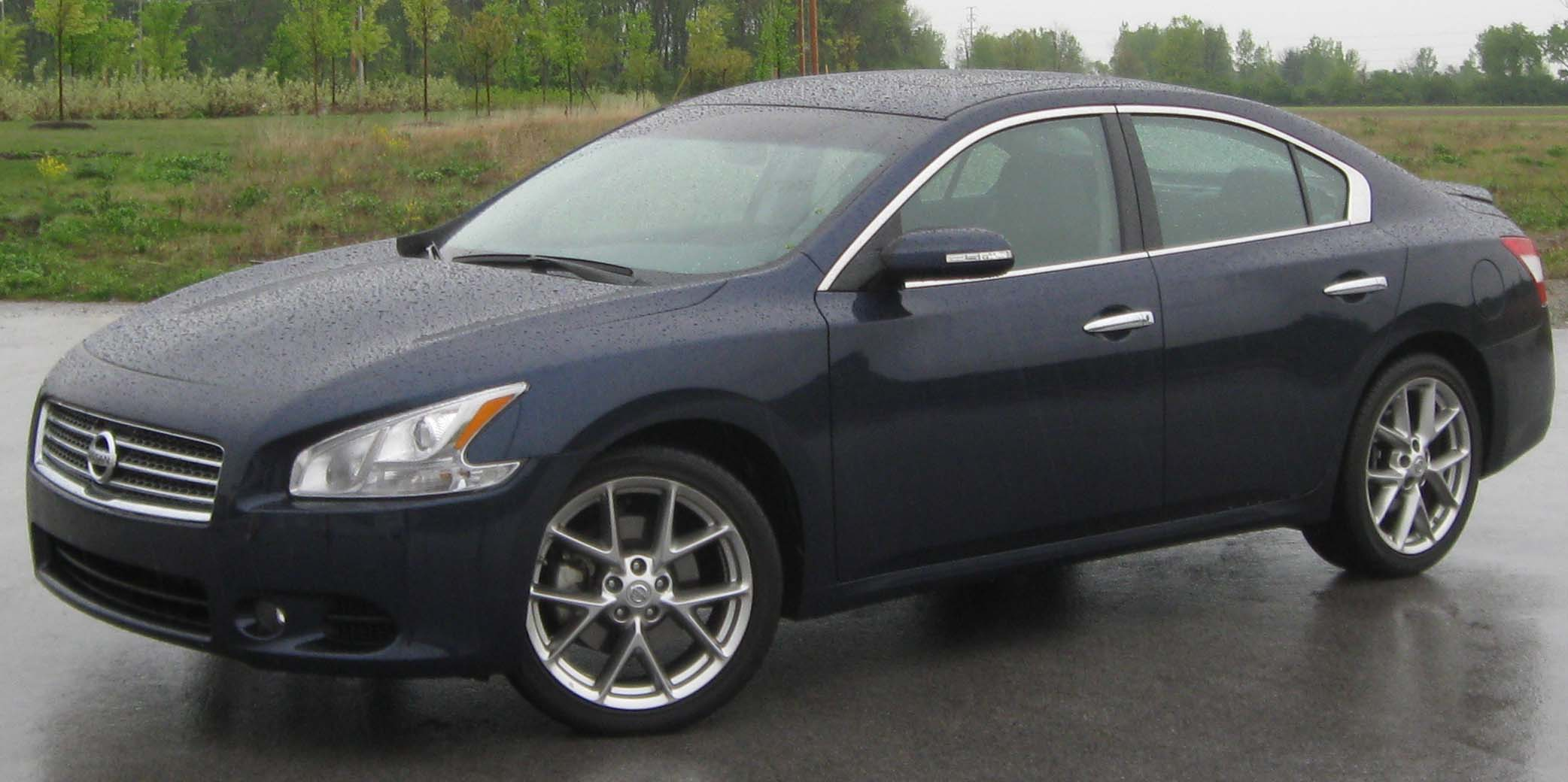
2010 Maxima SV Sport

## Huitième génération (2015-)
Le 1er février 2015, Nissan publie deux images officielles de la nouvelle Maxima.
La Maxima est dévoilée en avril au New York Auto Show de 2015. La Maxima est en vente en Amérique du Nord, et fait ses débuts en Chine en 2015 au Guangzhou Auto Show avec le nom chinois 西玛 qui servait à la génération précédente de Nissan Cima. Cette génération de Maxima sera également vendue en Corée du Sud.
Au salon de Los Angeles 2018, Nissan présente la phase 2 de la huitième génération de Maxima commercialisée à partir de décembre 2018. Elle est équipée de phares leds et de l’ensemble des technologies Nissan Safety Shield 360.